# Печёново
Печёново, пишется также Печеново — нежилая обезлюдевшая деревня в Струго-Красненском районе Псковской области России. Входит в состав сельского поселения «Новосельская волость».

## География
Находится на северо-востоке региона, в южной части района, в лесной местности около р.Волосово, между д. Подложье и Озерово.
Уличная сеть не развита.

## История
На карте 1850 г. — Печенова (22 двора), в 1936 г.: Печёново (17 дворов), в 1937 г.: Печёново (17 дворов).
Согласно Закону Псковской области от 28 февраля 2005 года деревня Печёново вошла в состав образованного муниципального образования Цапельская волость.
До апреля 2015 года деревня Печёново входила в Цапельскую волость.
В соответствии с Законом Псковской области от 30 марта 2015 года № 1508-ОЗ деревня Печёново, вместе с другими селениями упраздненной Цапельской волости, вошла в состав образованного муниципального образования Новосельская волость.

## Население
| 2002 | 2010 | 2011 |
| ---- | ---- | ---- |
| 2    | ↘0   | →0   |

## Инфраструктура
Был развит вывоз леса, деревообработка.
Почтовое отделение, обслуживающее д. Печёново, — 181126; расположено в д. Ротный Двор.

## Транспорт
Просёлочные дороги.